# Nordstrandita
La nordstrandita és un mineral de la classe dels òxids. Rep el seu nom per Robert A. Van Nordstrand (1918-2000), qui va sintetitzar el compost l'any 1956.

## Característiques
La nordstrandita és un hidròxid de fórmula química Al(OH)₃. Cristal·litza en el sistema triclínic. La seva duresa a l'escala de Mohs és 3. És un mineral polimorf de la bayerita, la doyleïta i la gibbsita.
Segons la classificació de Nickel-Strunz, la nordstrandita pertany a «04.FE - Hidròxids (sense V o U) amb OH, sense H₂O; làmines d'octaedres que comparetixen angles» juntament amb els següents minerals: amakinita, brucita, portlandita, pirocroïta, theofrastita, portlandita, pirocroïta, bayerita, doyleïta, gibbsita, boehmita, lepidocrocita, grimaldiïta, heterogenita, feitknechtita, litioforita, quenselita, ferrihidrita, feroxihita, vernadita i quetzalcoatlita.

## Formació i jaciments
Va ser descrita gràcies a les mostres recollides en dos indrets: el mont Alifan, a la serralana Lamlan, a Guam, i a Gunong Kapor, a la localitat de Bau, a Borneo, Malàisia. Tot i que els jaciments on s'hi troba són escassos, ha estat descrita en tots els continents del planeta excepte a l'Antàrtida. Als territoris de parla catalana ha estat descrita únicament a les mines de Rocabruna, a Bruguers, Gavà (Barcelona).